# Trockenborn-Wolfersdorf
Trockenborn-Wolfersdorf – gmina w Niemczech, w kraju związkowym Turyngia, w powiecie Saale-Holzland, wchodzi w skład wspólnoty administracyjnej Hügelland/Täler.